# Sveti Stefan

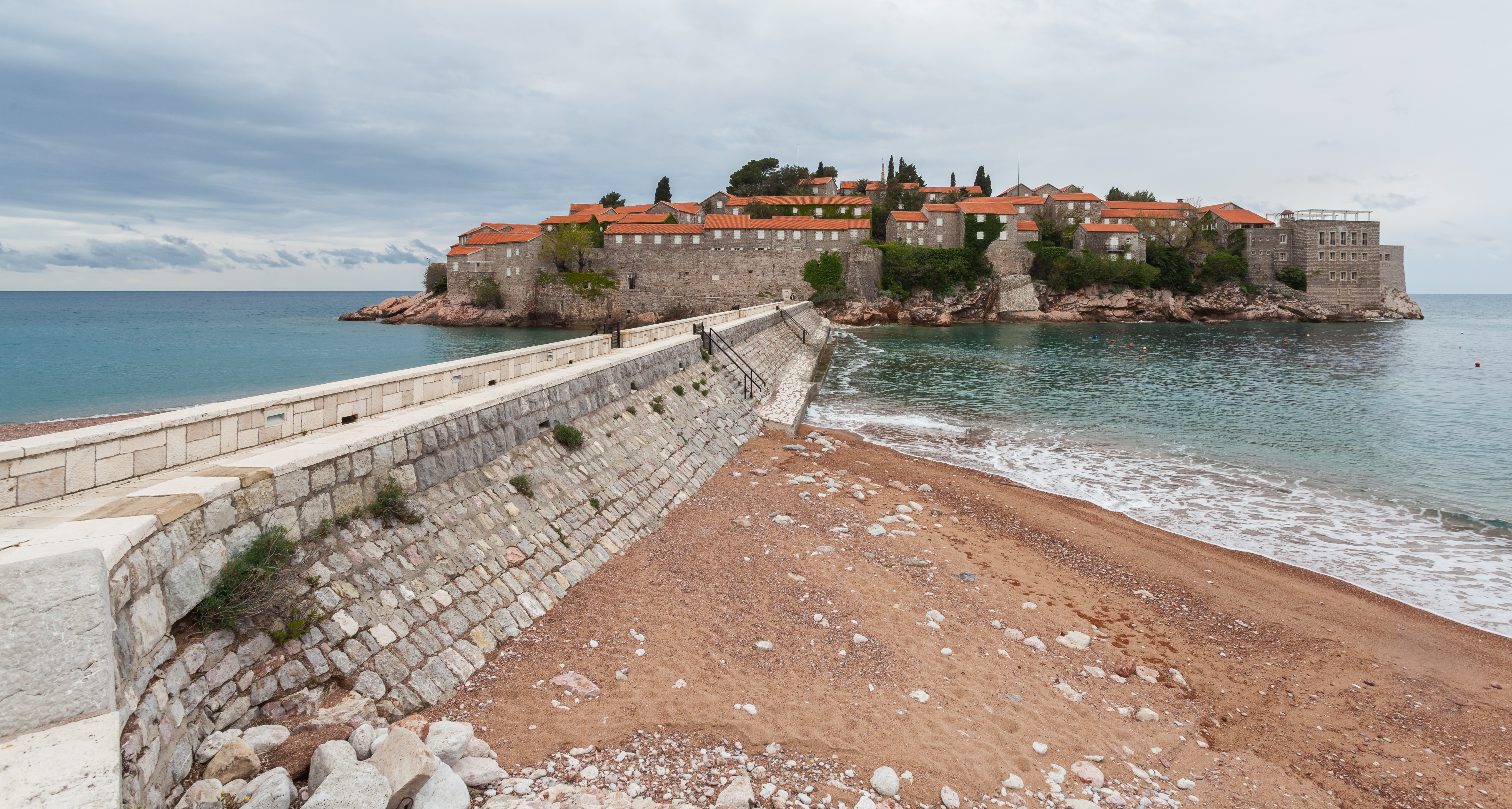
Vista de la playa y el puente.

Sveti Stefan (montenegrino: Свети Стефан; italiano: Santo Stefano di Pastrovicchio, en español San Esteban) es un centro turístico costero situado 8 km de ruta al sureste de Budva, en la Riviera de Budva. Originalmente era una isla, pero en la actualidad un istmo la une al continente permanentemente.
Sveti Stefan era un poblado pesquero ya en el siglo XV. En la década de 1950 los últimos residentes fueron expulsados y esta pequeña isla se convirtió en un hotel de lujo, el más exclusivo de la costa de Montenegro. 
Entre los años 1960 y 1980, Sveti Stefan se convirtió en un lugar popular para celebridades. Entre los que han pasado tiempo en el lugar se encuentran Marilyn Monroe, Willy Brandt, Bobby Fischer, Boris Spassky, Sophia Loren, Carlo Ponti, Monica Vitti, Ingemar Stenmark, Kirk Douglas, Jonathan Miller y Claudia Schiffer.
Las calles, muros, techos y fachadas de los edificios han conservado su forma original, mientras que los interiores se han transformado para ofrecer el más moderno confort de un hotel de lujo.
En 2009 el istmo reabrió se nuevo y se cedió, junto con el centro turístico de Miločer y la playa de Kraljičina, por un periodo 30 años a Aman Resorts. El complejo hotelero alberga un total de 50 habitaciones, casas rurales y suites en la isla y 8 grandes suites en Villa Miločer. 

## Historia
La primera mención a Sveti Stefan se describe en 1442 como un fuerte cerca de la costa desde el cual Paštrovići, dirigido por el voivoda Radič contuvo a las fuerzas de Esteban Vukčić Kosača en su ofensiva en Zeta. Según la leyenda formulada por Esteban Mitrov Ljubiša, las fortificaciones de la ciudad se construyeron tras el saqueo de Paštrovići sobre los barcos turcos amarrados frente a Jaz durante el asedio de Kotor en 1539 de Jeireddín Barbarroja. El asentamiento fue arrasado poco después, durante la cuarta guerra turco-veneciana. Tras continuas súplicas de Paštrovići, la República de Venecia finalmente aceptó reconstruir el lugar durante el siglo XVI.
Originariamente, la isla con su fortaleza albergaba a doce familias. Durante el siglo XIX, la población ascendió hasta 400 personas.
Villa Miločer, construida entre 1934 y 1936, fue la residencia estival de la reina María Karadordevic, consorte del rey Alejandro I de Yugoslavia. La villa está rodeada por ochocientos olivos.
Más tarde, todos los edificios fueron adquiridos por el gobierno yugoslavo y se convirtieron en un gran hotel durante el periodo comunista. En la década de 1950, las autoridades expulsaron a los ciudadanos de la isla y se convirtió en un resort exclusivo frecuentado por altas celebridades de todo el mundo. Una de las cuatro iglesias del monasterio de Praskvica fue convertida en casino por los comunistas. El resort fue descrito como "lugar de ocio en el Adriático de los años 1970 en una península con un pequeño acceso a tierra". También se celebraron reuniones políticas, incluso partidos de ajedrez, atrayendo a jugadores profesionales como Boris Spassky y Bobby Fischer. Sin embargo, la disolución de Yugoslavia en los años 1990 llevó el complejo al declive.
Tras la independencia de Montenegro en 2006, el gobierno propuso recrear el antiguo encanto de la isla. Gracias a fondos internacionales, comenzaron a realizarse proyectos para su reconstrucción. El contrato fue ganado por Aman Resorts en 2007. El 29 de mayo de 2008, Sveti Stefan se cerró por renovación y las obras terminaron en 2009, manteniendo el antiguo encanto exterior, pero con instalaciones modernas en el interior. Aman Resorts dispone de 30 años para su gestión.
El 13 de julio de 2010, durante el Día Nacional de Montenegro, el tenor italiano Andrea Bocelli dio un concierto en el resort para celebrar el aniversario del hotel. El complejo ganó el premio a Hotel del Año de la Guía Gallivanter en 2010.
En julio de 2014, el tenista de élite Novak Djokovic se casó con Jelena Ristić en Sveti Stefan.